# Homoneura partita
Homoneura partita är en tvåvingeart som beskrevs av Kim 1994. Homoneura partita ingår i släktet Homoneura och familjen lövflugor. Inga underarter finns listade i Catalogue of Life.